# 津山甚内
津山 甚内（つやま じんない、生没年不詳）別名、喜内。石田家家臣。娘は主君三成の次男石田重成（杉山源吾）の乳母。
娘が乳母という関係で、重成と一緒に関ヶ原の戦い時は大坂城にいた。三成率いる西軍が敗れたという報を受けると、重成に従い、主家と親しい津軽信建の尽力で津軽藩領内に落ち延びた。
| スタブアイコン | サブスタブ | この項目は、まだ閲覧者の調べものの参照としては役立たない、人物に関連した書きかけの項目です。この項目を加筆・訂正などしてくださる協力者を求めています（P:人物伝/PJ:人物伝）。 |